# Pedro, o Aleúte
São Pedro, o Aleúte, nascido Cungagnaq, foi um nativo da Ilhas Aleutas convertido pela Igreja Ortodoxa Russa no século XIX e subsequentemente martirizado pelos espanhóis em San Francisco. A principal fonte sobre sua vida é uma carta de Semyon Yanovsky, ex-governador da América Russa, enviada ao Abade Damasceno de Valaam em 1865.

## Biografia
Cungagnaq nasceu na Ilha Kodiak, provavelmente pelo fim do século XVIII, em uma família alutiiq (à época, não se fazia diferença etnonímica entre alutiiqs e aleútes propriamente ditos). Havendo sido batizado pelos monges da missão de São Germano do Alasca, assumiu o nome Pedro e passou a trabalhar para a Companhia Russo-Americana, até que foi capturado com seus companheiros em 1815 pelo Império Espanhol, que temia que os colonizadores russos avançassem a sul, e levado com os russos e outros nativos para interrogatórios a um lugar identificado como "San Pedro", cujo paradeiro atual é incerto, podendo se referir tanto à Missão de São Pedro e São Paulo, em Pacifica; quanto a San Pedro, em Los Angeles.
Lá, clérigos locais (descritos como jesuítas por Yanovsky, mas provavelmente franciscanos) quiseram que os esquimós se convertessem ao catolicismo romano, ao que estes responderam  que já haviam sido batizados, eram cristãos e não desejavam mudar de fé. Com isto, os clérigos empreenderam a tortura, Pedro em particular sendo esquartejado e estripado. O restante de seus companheiros foi liberto sob a chegada de ordens superiores para que parassem o procedimento. Yanovsky relata que, ao ouvir as notícias, São Germano do Alasca clamou "Santo Novo Mártir Pedro, ore a Deus por nós!"